# Ribeira da Foupana
A Ribeira da Foupana é um curso de água situado no Algarve, em Portugal. Nasce na Serra do Caldeirão, perto da localidade de Cortiçadas ( 37.273N; 7.921W) a uma altitude de 495m, percorre os concelhos de Alcoutim e Castro Marim, desaguando na Ribeira de Odeleite um pouco antes da sua foz na margem direita do Rio Guadiana.
1. ↑  «Ribeira da Foupana». Mapcarta. Consultado em 4 de agosto de 2022